# Le temps perdu
A Le temps perdu (magyarul: Elveszett idő) egy dal, amely Franciaországot képviselte az 1956-os Eurovíziós Dalfesztiválon. A dalt Mathé Altéry adta elő francia nyelven. Ez volt Franciaország első szereplése a versenyen.
A dal a francia nemzeti döntőn nyerte el az indulás jogát. Az 1956-os versenyen rendhagyó módon mindegyik ország két dallal vett részt. A másik francia induló Dany Dauberson Il est là című dala volt.
A dal a francia sanzonok stílusában íródott, amiben az énekesnő egykori szerelmére emlékezik vissza, és reméli, hogy a dala eltereli őt a fájdalom gondolatától, attól, hogy nincs többé vele.
A május 24-én rendezett döntőben a fellépési sorrendben ötödikként adták elő, a német Walter Andreas Schwarz Im Wartesaal zum großen Glück című dala után és a luxemburgi Michèle Arnaud Ne crois pas című dala előtt.
Az 1956-os verseny volt az egyetlen, ahol nem tartottak nyílt szavazást, hanem a szavazatok összesítése utána a zsűri elnöke bejelentette, hogy melyik dal végzett az első helyen. Így nem lehet tudni, hogy milyen eredményt ért el a dal a szavazás során, azon kívül, hogy nem nyert.

## Külső hivatkozások
- Dalszöveg
- YouTube videó: A Le temps perdu című dal előadása a luganói döntőben